# Élafos (ort i Grekland)
Élafos är en ort i Grekland.   Den ligger i prefekturen Nomós Pierías och regionen Mellersta Makedonien, i den norra delen av landet, 290 km norr om huvudstaden Aten. Élafos ligger 355 meter över havet och antalet invånare är 621.
Terrängen runt Élafos är huvudsakligen kuperad, men den allra närmaste omgivningen är platt. Runt Élafos är det ganska glesbefolkat, med 30 invånare per kvadratkilometer. Närmaste större samhälle är Kateríni, 14,8 km sydost om Élafos. 